# 大竜寺 (鬼無里)
大竜寺（だいりゅうじ）は、かつて長野県長野市鬼無里578にあった天台宗の寺院。山号は仏照山。昭和15年（1940年）2月17日の火災で廃寺となった。

## 概要
当寺は昌泰8年（898年）4月に戸隠山西谷普門院の栄誉の開山とされる。中世には戸隠山の僧兵が常駐しており、白馬村や小川村方面からの連絡を西谷の西光寺に伝える役割を持っていたという。その後は一時衰退したものの天正15年（1587年）に祐聖僧都によって再興された。
伝説によると、鬼無里はかつて湖であり、水底に大竜がいた。時々黒雲を吹き村民を脅していた。ある時銚子口（現・長野県長野市戸隠豊岡）が決壊して湖水が全て流れ出て、大竜は巌となり光明を発するようになった。そのため、寺の開祖は当寺を仏照山光明院大雲と名付けたという。竜の尻尾の部分は大川・小川になり、頭の部分は現在鬼無里神社がある小山となり「魚山」と呼ばれる。一方、大竜は村民を脅かしたのではなく五穀豊穣を守護していたとする伝承もあり、この竜の尾先にあった宝珠が光るため、修験者が諏訪明神（後の鬼無里神社）を祀ることを村民に勧め、修験者自らが庵を結んで宝珠を祀ったという。